# 藤丸勝俊
藤丸 勝俊（ふじまる かつとし）は、戦国時代から安土桃山時代にかけての武将。上杉氏の家臣。

## 略歴
出身地は加賀国であり、江沼郡の赤尾砦を本拠として加賀一向一揆に参加した。
天文24年（1555年）、朝倉宗滴に敗れ越中国に敗走した。その後上杉景勝に仕え、景勝の命で魚津城の守備についた。天正10年（1582年）の魚津城の戦いでは守将として奮戦したが、織田信長の家臣・柴田勝家に攻められ自刃した。自刃の日は信長が本能寺の変で死去した翌日であった。